# Acronicta ovata
Acronicta ovata är en fjärilsart som beskrevs av Augustus Radcliffe Grote 1873. Acronicta ovata ingår i släktet Acronicta och familjen nattflyn. Inga underarter finns listade i Catalogue of Life.